# Papillidiopsis mahensis
Papillidiopsis mahensis är en bladmossart som beskrevs av O'shea 1998. Papillidiopsis mahensis ingår i släktet Papillidiopsis och familjen Sematophyllaceae. Inga underarter finns listade i Catalogue of Life.